# (36116) 1999 RY133
1999 RY133 (asteroide 36116) é um asteroide da cintura principal. Possui uma excentricidade de 0.03476350 e uma inclinação de 12.33019º.
Este asteroide foi descoberto no dia 9 de setembro de 1999 por LINEAR em Socorro.